# Чуваш-Карамалинский сельсовет
Чуваш-Карамалинский сельсовет — муниципальное образование в Аургазинском районе Республики Башкортостан Российской Федерации.

## История
Согласно «Закону о границах, статусе и административных центрах муниципальных образований в Республике Башкортостан» имеет статус сельского поселения.

## Население
| 2002 | 2009  | 2010 | 2012 | 2013 | 2014 | 2015 |
| ---- | ----- | ---- | ---- | ---- | ---- | ---- |
| 1058 | ↘1026 | ↘983 | ↘975 | ↘947 | ↘917 | ↘898 |
| 2016 | 2017  |      |      |      |      |      |
| ↘881 | ↗889  |      |      |      |      |      |

## Состав сельского поселения
| № | Населённый пункт | Тип населённого пункта       | Население |
| - | ---------------- | ---------------------------- | --------- |
| 1 | Чуваш-Карамалы   | село, административный центр | ↘854      |
| 2 | Новочелатканово  | деревня                      | ↘59       |
| 3 | Дарьино          | деревня                      | ↗41       |
| 4 | Старые Карамалы  | деревня                      | ↘26       |
| 5 | Ермолаевка       | деревня                      | ↗3        |